# Orce
Orce è un comune spagnolo di 1 395 abitanti situato nella comunità autonoma dell'Andalusia.